# Kap Wadworth
Kap Wadworth ist der nördliche Ausläufer der Coulman-Insel vor der Borchgrevink-Küste des ostantarktischen Viktorialands.
Der britische Polarforscher James Clark Ross entdeckte es am 17. Januar 1841 im Zuge seiner Antarktisexpedition (1839–1843). Er benannte es nach dem Herrenhaus Wadworth Hall in Doncaster, der Residenz von Robert John Coulman, dem Onkel von Ross’ Ehefrau. Der britische Polarforscher Robert Falcon Scott errichtete an diesem Kap am 15. Januar 1902 im Zuge der Discovery-Expedition (1901–1904) einen Briefkasten in Form eines an einem 8 m hohen roten Pfahl befestigten Metallzylinders. Dieser Briefkasten ist heute eine der Historic Sites and Monuments in der Antarktis.